# Tullum Leucorum
Pour les articles homonymes, voir Tullum.
Tullum Leucorum (ou Tullum) est le nom du site gaulois qui est devenu une cité de l'Empire romain. C'est aujourd'hui la ville de Toul (Meurthe-et-Moselle).

## Histoire

### Fondation de Tullum Leucorum
La fondation de Tullum Leucorum serait lié à l'obtention d'un droit de cité du peuple gaulois des Leuques par les Romains. Ceux-ci avaient pour voisins les Médiomatriques, les Lingons et les Séquanes. 
Les Leucques ne sont cités qu’une seule fois dans la guerre des Gaules : avec les Séquanes et les Lingons, ils fournirent du blé à Jules César lorsque l’armée romaine s’arrêta à Vesontio (Besançon) pour se ravitailler avant d’affronter les Germains d’Arioviste (58 av. J.-C.).
Les Leucques avaient fondé avant la guerre des Gaules l'oppidum de Boviolles et contribuèrent à fonder la ville de Nasium après la conquête romaine. Plus d'un siècle et demi après la conquête romaine de César, il est possible qu'ils aient contribué à l'édification de Tullum Leucorum administrée initialement par des Romains. 
Apollogranum, création plus méridionale des légions romaines et de leurs troupes auxiliaires à la fin du Ier siècle, apparaît mieux placée aux carrefours des voies de terre. À vocation militaire, elle devint une place commerciale et religieuse rivale. Mais elle déclina pendant les terribles guerres du IVe siècle et au Ve siècle. 

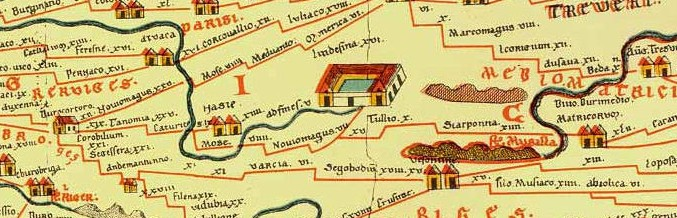
Tullio, grand carré sur la table de Peutinger.

### Diffusion du christianisme au Bas-Empire
Pendant ces temps troublés le christianisme se diffusa dans la Gaule du nord-est. Tullum partagea avec Grand au IVe siècle le siège d’un évêché itinérant. Saint Mansuy devint le premier évêque à demeure. À l’arrivée des premiers Francs après 456, la cité, commandant à un vaste diocèse dans la province ecclésiastique de Trêves, était gouvernée par son évêque et une bande de barbari, c'est-à-dire une troupe de soldats. 
Loup de Troyes (saint Loup serait né vers 395 aux alentours de Toul. 

### Toul sous les premiers mérovingiens
À la suite de la bataille de Tolbiac, le roi Clovis se serait arrêté à Toul et aurait appris les rudiments du christianisme auprès d'un prêtre, le futur saint Waast. Plus sûrement, le roi mérovingien aurait entériné la création d'un vaste comté dans cette marche de l'est, appelée à se nommer royaume d'Austrasie au VIIe siècle. Toul est également la patrie d'adoption de 

## Archéologie
Une bataille décisive et fratricide entre les rejetons de Childéric II se livre aux abords de Tullum en 612. Les guerriers de Thierry II roi de Bourgondie, bénéficiant de la complicité des leudes austrasiens, écrasent les troupes fidèles de son frère Thibert, roi d'Austrasie. Un atelier monétaire et la délégation de fonctions régaliennes caractérisent la Tullo civitas mérovingienne puis carolingienne.

## Vestiges
- Remparts gallo-romains (vestiges) construits au IIIe siècle et situés Passage B, près de la place des Trois-Évêchés avec enceinte.
- Trou des Celtes (grotte-refuge) à Pierre-la-Treiche
- Des vestiges lapidaires sont conservés au Musée Lorrain de Nancy et au Musée d'Art et d'Histoire de Toul.

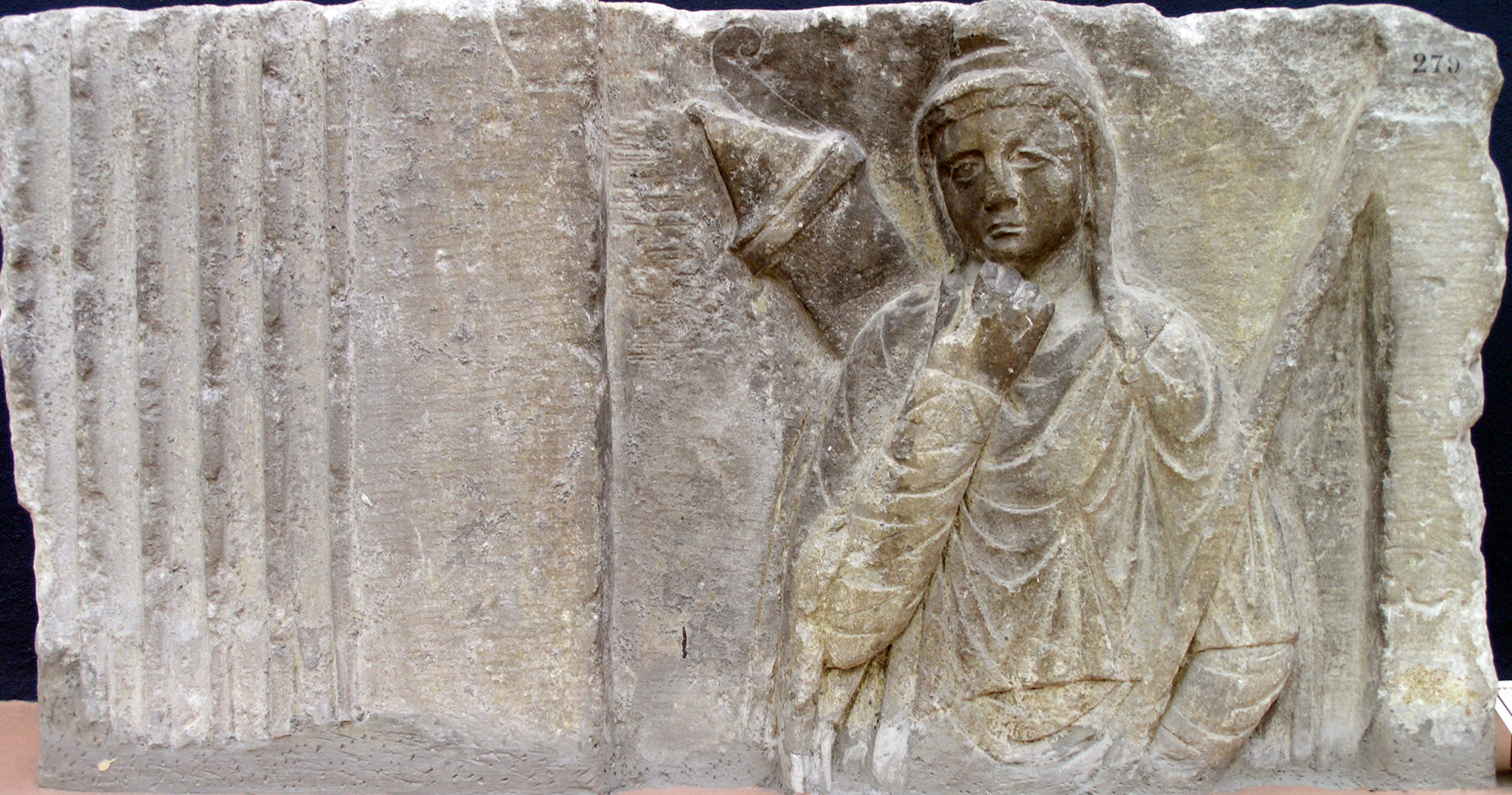
Une stèle,
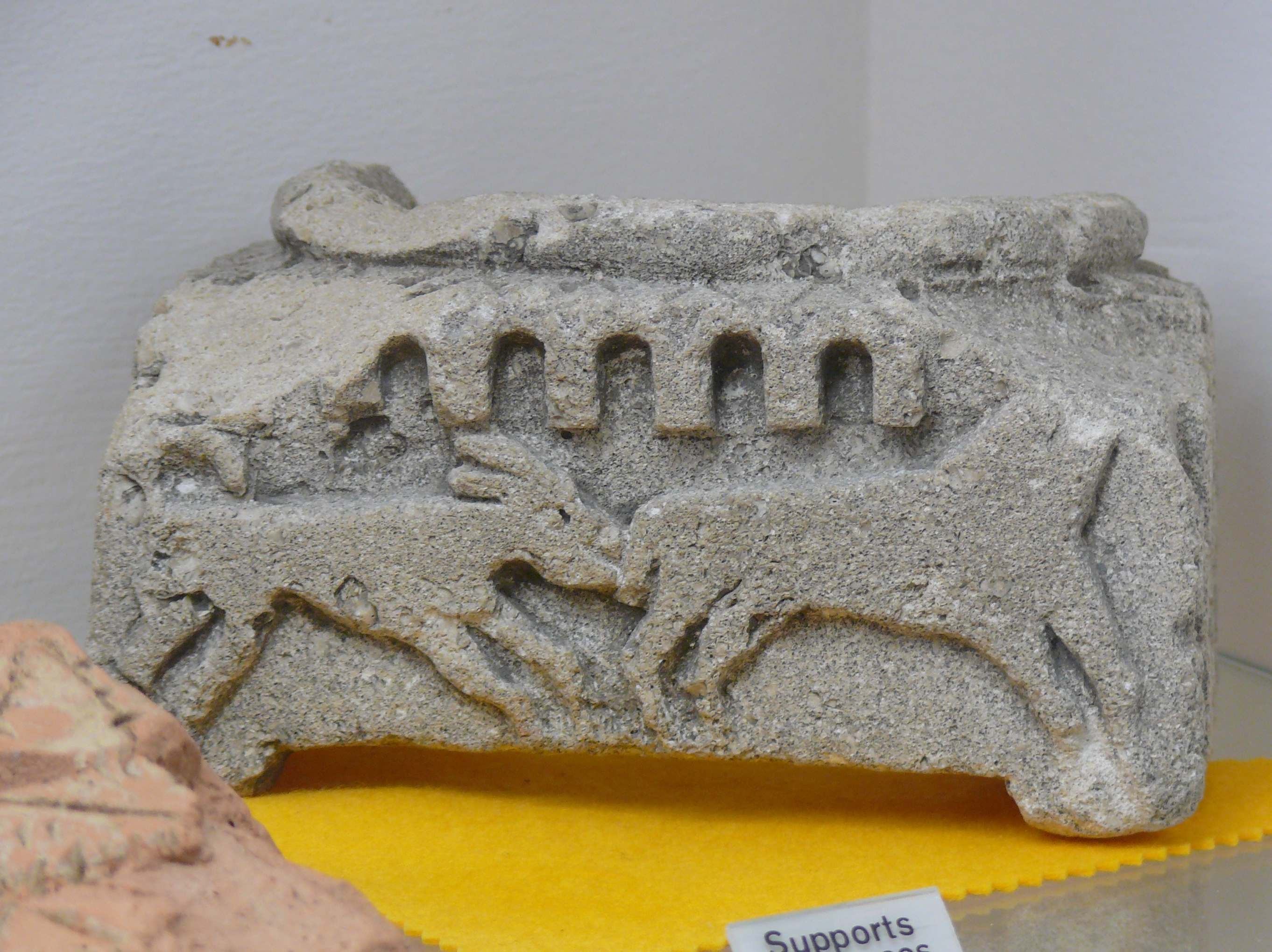
sculpture,
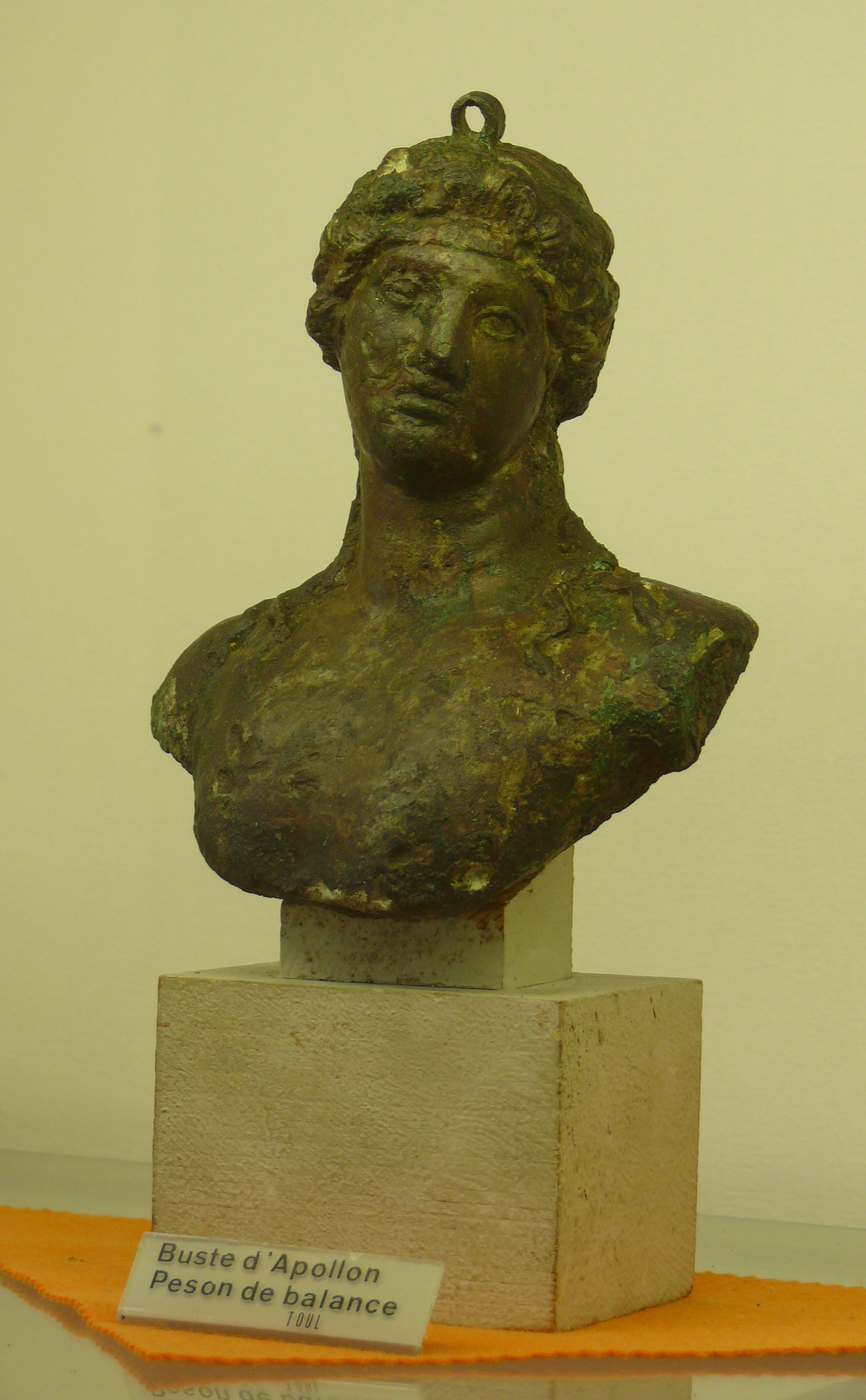
Apollon,
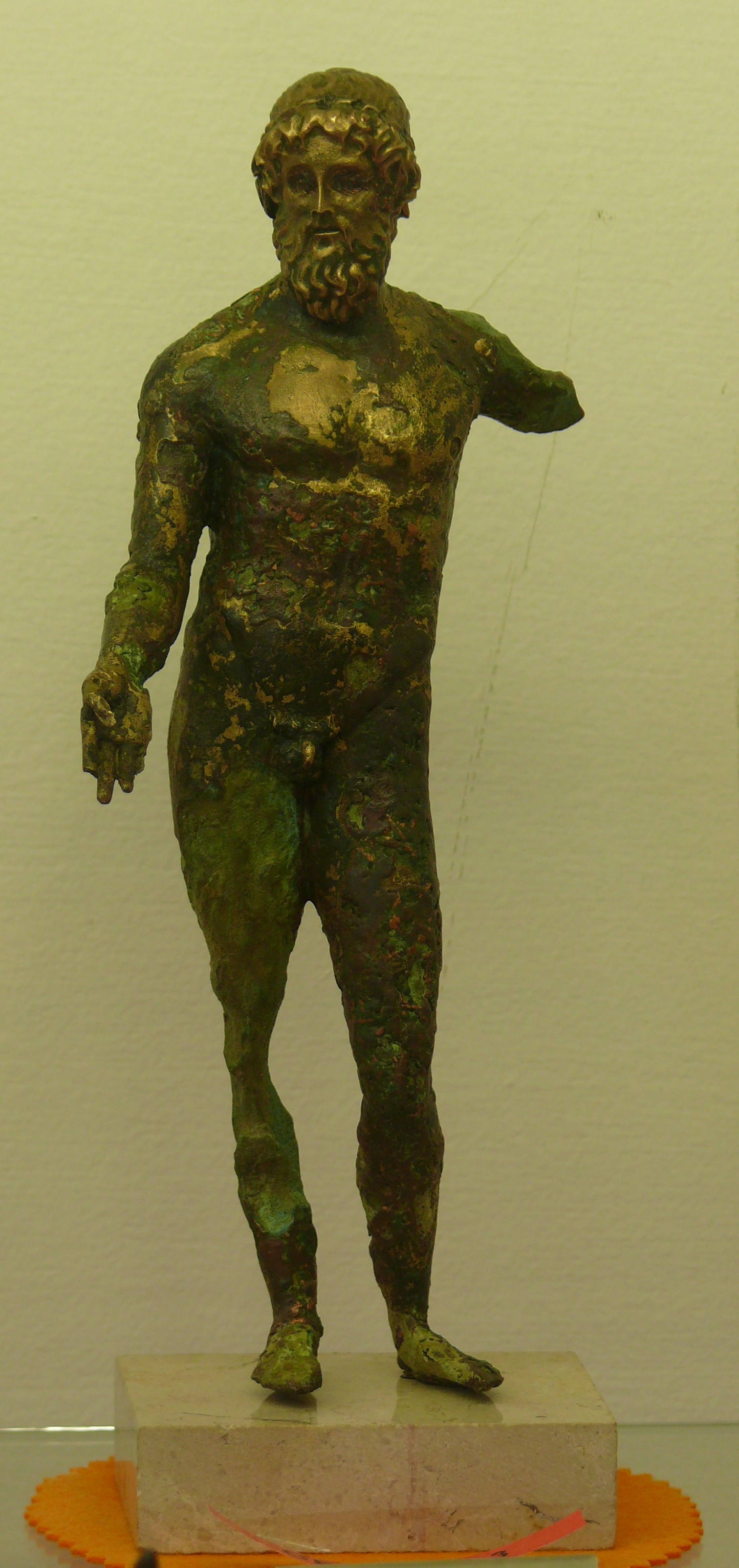
Jupiter au musée de Toul.
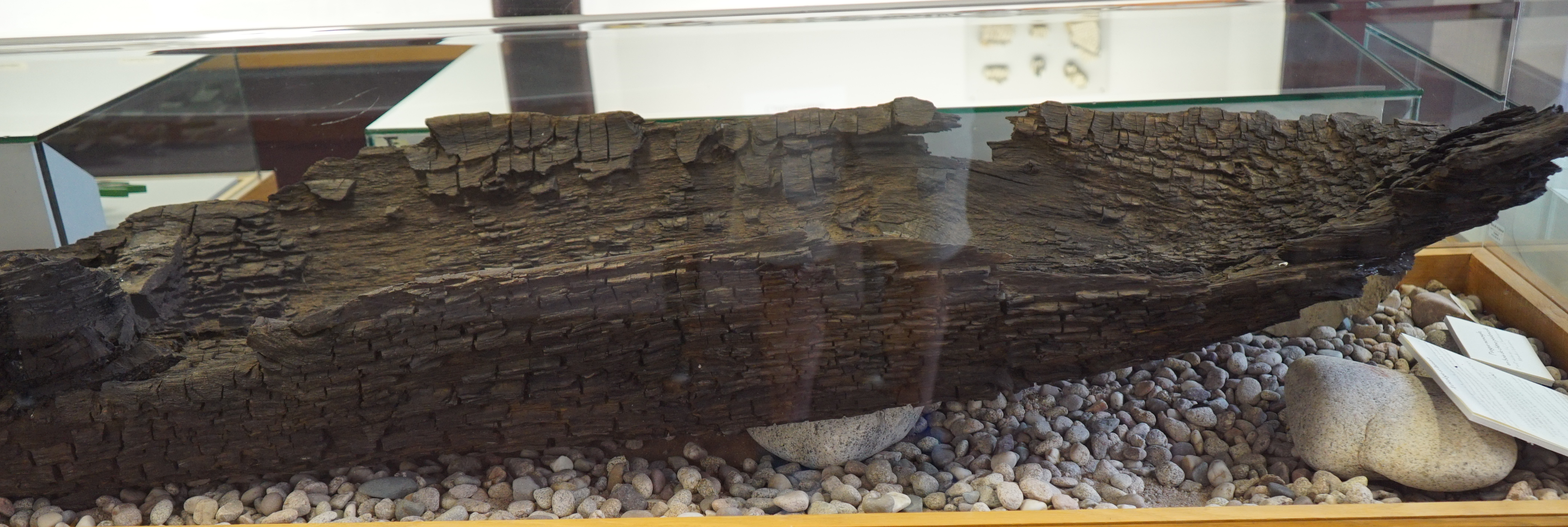
Pirogue de navigation sur la Moselle au IIe siècle.